# 리안
리안(이안, 중국어: 李安, 병음: Lǐ Ān, 1954년 10월 23일~)은 대만의 영화 감독이자 영화 프로듀서, 각본가이다.
《브로크백 마운틴》(2005)과 《라이프 오브 파이》(2012)로 아카데미 감독상을 2회 수상하였다. 또 《와호장룡》(2000)으로 아카데미 외국어 영화상도 수상하였다. 리안은 아카데미상, 골든글로브상, 영국 아카데미 감독상을 수상한 첫 아시아계 미국인이자 황금사자상과 황금곰상을 각각 두 번씩 수상한 유일한 감독이다.

## 작품 목록
| 연도 | 영화                           | 영화 감독 | 영화 프로듀서 | 각본가 | 영화 편집 | 배우   |
| ---- | ------------------------------ | --------- | ------------- | ------ | --------- | ------ |
| 1991 | 쿵후 선생                      | 예        |               | 예     | 예        |        |
| 1993 | 결혼 피로연                    | 예        |               | 예     |           | 예     |
| 1994 | 음식남녀                       | 예        |               | 예     | 예        |        |
| 1995 | 센스 앤 센서빌리티             | 예        |               |        |           |        |
| 1995 | 소녀소어                       |           | 예            | 예     |           |        |
| 1997 | 아이스 스톰                    | 예        |               |        |           |        |
| 1999 | 라이드 위드 데블               | 예        |               |        |           |        |
| 2000 | 와호장룡                       | 예        | 예            |        |           |        |
| 2002 | en:The Hire (The Chosen)       | 예        |               |        |           |        |
| 2003 | 헐크 (영화)                    | 예        |               |        |           |        |
| 2005 | 브로크백 마운틴                | 예        |               |        |           |        |
| 2007 | 색, 계                         | 예        |               |        |           |        |
| 2007 | 할리우드 차이니즈              |           |               |        |           | 예     |
| 2009 | 테이킹 우드스탁                | 예        |               |        |           |        |
| 2012 | 라이프 오브 파이               | 예        | 예            |        |           | 까메오 |
| 2016 | 빌리 린의 기나긴 하프타임 산책 | 예        | 예            |        |           |        |